# Gephyromantis thelenae
A Gephyromantis thelenae   a kétéltűek (Amphibia) osztályába és  a békák (Anura) rendjébe aranybékafélék (Mantellidae) családjába tartozó faj. 

## Előfordulása
Madagaszkár endemikus faja. A sziget keleti részén, az Andasibe-Mantadia Nemzeti Parkban, 900 m-es tengerszint feletti magasságban, érintetlen esőerdőkben, és az erdők közelében lévő eukaliptuszerdőkben honos.

## Nevének eredete
Nevét Martína Thelen biológus tiszteletére kapta, aki segített a kutatóknak az ebihalak megfigyelésében.

## Megjelenése
Kis méretű  Gephyromantis faj. Testhossza 20–35 mm. Háti bőre enyhén szemcsés, színe barnás. Úszóhártyája nincs. Ujjainak vége megnövekedett, a negyedik és az ötödik ujj vöröses színű. Orrnyílásától a szeméig vékony, nem folytonos csík fut. Fejének oldala fehéres színű, szájának sarka sárga. Alsó ajkán feltűnő, feketén és sárgán váltakozó mintázat látható. Hasa sárgásfehér, torka rózsaszínes árnyalatú, áttetsző, középen sárgás csíkkal.

## Természetvédelmi helyzete
A vörös lista a veszélyeztetett fajok között tartja nyilván. Megtalálható az Andasibe-Mantadia Nemzeti Park ban, és valószínűleg az Analamazaotra Speciális Rezervátumban is.